# Вечора Тетяна Олександрівна
Тетяна Олександрівна Вечора (Портнягіна-Вечора; 10 листопада 1904, Христианівка — 30 грудня 1990, Київ) — українська акторка театру та кіно. Заслужена артистка УРСР (1946). Працювала в театрах Києва, Харкова, Донецька, Луганська, Одеси. Протягом 15 років — провідна акторка Київського театру юного глядача (1947—1962).

## Життєпис
Народилася 10 листопада 1904 року у селі Христианівка (нині — Нове Шахове, Донецька область). В 1920-му році дебютувала на сцені харківського театру «Металіст», з 1925 по 1927 рік була його керівницею. Паралельно грала в студії «ГАРТ» при театрові імені Івана Франка (1923) і в Народному театрі (1926).
У тому ж році закінчила Харківський музично-драматичний інститут (нині — Харківський національний університет мистецтв імені Івана Котляревського), курс Івана Мар'яненка і Івана Юхименка. Через рік навчалася на Вищих курсах мистецтвознавства при Інституті історії мистецтв в Ленінграді.
Близько року працювала в Першому театрі для дітей (1928—1929), далі — у театрі-студії «Молодар» (1929—1930). В 1930-му році переїхала до Одеси, там три роки працювала в музично-драматичному театрі імені Жовтневої революції (нині — академічний український театр імені Василя Василька). 
З 1933 по 1934 рік працювала в Донецькому музично-драматичному театрі. З 1935 по 1939 рік — актриса Харківського Державного театру Революції (театру ім. Ленінського Комсомолу).

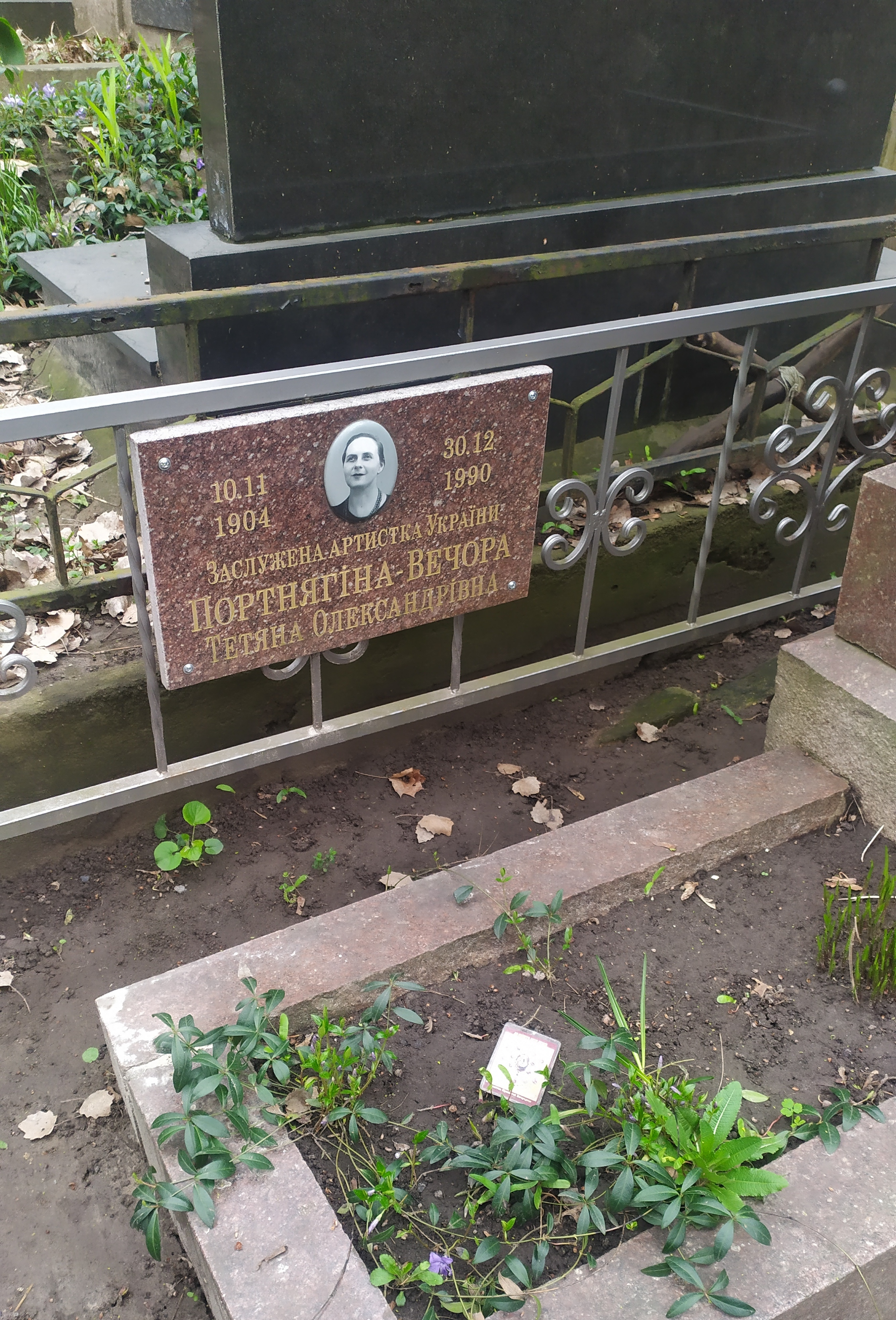
Могила Тетяни Вечори, Байкове кладовище

У 1940-му році, разом з двома маленькими доньками, слідом за чоловіком, режисером Віктором Довбищенком, повернулася до Одеси. Пропрацював там один рік, разом з сім'єю переїхала до Ворошиловграду (нині — Луганськ), де до 1947-го року працювала в українському музично-драматичному театрі, заснованому Віктором Довбищенком.
Відтоді — 15 років віддала Київському театру юного глядача. З 1953 по 1958 рік — старший викладач університету театру, кіно і телебачення імені І. К. Карпенка-Карого. У 1962-му році пішла з театру, вийшла на пенсію. Подекуди грала в кіно, зокрема, в популярному фільмі «Будні карного розшуку» (1973).
Пережила всі три Голодомори в Україні. Померла 30 грудня 1990 року у Києві. Похована на старій частині Байкового кладовища разом з чоловіком та донькою.

### Особисте життя
Була двічі одружена, від першого шлюбу — донька Катерина Петракова. Другий чоловік — режисер Віктор Довбищенко (1910—1953), з ним виховала доньку Галину (1938—1999), яка стала театрознавцем. Онук — доктор історичних наук, професор Михайло Довбищенко (нар. 1966).

## Творчий доробок

### Театральні роботи
Серед театрального репертуару — Мавка, Килина («Лісова пісня»), Зінька («Дві сім'ї»), Катерина («Гроза»), Марія Ульянова («Сім'я» Івана Попова), Гертруда («Мачуха» Оноре де Бальзака).

### Фільмографія
- 1930 — «Баштанська республіка» (режисер — Соломон Лазурін)
- 1931 — «Штурмові ночі» (режисер — Іван Кавалерідзе) — дочка середняка
- 1933 — «Каховський плацдарм» (режисер — Олександр Штрижак-Штейнер) — Марія, дружина Степана Ковальчука
- 1957 — «Далеке й близьке» (режисери — Олександр Козир, Микола Макаренко)
- 1973 — «Будні карного розшуку» (режисер — Суламіф Цибульник) — Євдокія Кирилівна Панасюк